# Ángel Sánchez Mendoza
Ángel Sánchez Mendoza (Guayaquil, 1963-Ibidem., 30 de marzo de 2020) fue un comunicador social ecuatoriano, que ocupó la gerencia de noticias y la dirección de noticias de Ecuavisa.

## Biografía
Nació en 1963 y desde pequeño sintió un gran interés por el periodismo.
Empezó a trabajar para Ecuavisa en el área técnica, cargando focos y cables, en 1982, cuando tenía 18 años, también comenzando como asistente de cámara. Su primera oportunidad haciendo periodismo llegó con Nila Velázquez en Televistazo Dominical, alrededor de 1984. Luego ocupó varios cargos intermedios como editor, productor, jefe de área, gerente, entre otros, hasta ocupar la dirección de noticias y coedición de informativos. Trabajó junto a Tania Tinoco por alrededor de treinta años, con Teresa Arboleda, con quien tuvo gran amistad, con la periodista Melania Quichimbo con quien se casó y tuvo una hija, y con gran parte de periodistas del canal durante décadas, con quienes tenía una gran facilidad para hacerlos reír y frases inolvidables. En su formación periodística han aportado los periodistas Xavier Alvarado Roca, Fernando Aguayo, Teresa Arboleda, Alberto Borges, con quien tenía largas tertulias; Carlos Castañeda entre otros, así como también Sánchez ha aportado con la formación de varios periodistas en el medio.
Durante la rebelión de las bases militares de Manta, Quito y Taura, en 1986, y del secuestro del presidente León Febres-Cordero, Sánchez vivió un momento terrible cuando era asistente de producción acompañando a María Teresa Arboleda como reportera, quienes debían mantener la serenidad al entrar y salir de la base pues los reporteros salían del lugar mientras los militares de la rebelión disparaban durante el acto. Otro de los momentos claves de su carrera fue el intenso trabajo sin tregua durante el derrocamiento del presidente Abdalá Bucaram en 1997, pues pasaba de no estar en el poder a nuevamente estarlo, mientras que la vicepresidenta Rosalía Arteaga asumía la presidencia para luego salir de la misma. Pero la cobertura que quebrantó su salud fue en 2001, cuando ocurrieron los atentados contra las Torres Gemelas y cinco días después el gobierno de los Estados Unidos decidió bombardear Afganistán, esto sucedía mientras Sánchez se encontraba en el canal trabajando constantemente en plena información desarrollándose hasta que su cuerpo no dio más y cayó al piso con una gastritis, lo que lo llevó a permanecer 17 días internado y chequeado por cirujanos.
El 15 de septiembre de 2011, se acogió a la jubilación, la cual ya había hablado con los directivos del canal desde 2010, sin embargo luego de estancarse los diálogos, los retomaron como una necesidad de Sánchez, quien se sentía presionado debido a los cambios del nuevo gerente general, el sociólogo mexicano Luis Beltrán, quien venía de TC Televisión. Volvió tiempo después al canal y mientras ocupaba la gerencia del noticiero de Ecuavisa Informa, en 2013, se retiró finalmente de Ecuavisa.
Fue productor de noticias de TC Televisión, además de asesor comunicacional y más tarde parte del equipo de GamaTV como productor y director de noticias.
Luego de su paso por los medios de comunicación durante 34 años, pasó a ser director de comunicación de la Prefectura del Guayas, desde la asunción de Carlos Luis Morales, y director de comunicación de la Universidad de Guayaquil.

## Vida privada
Tuvo dos hijos de su primer matrimonio. Se casó por segunda vez con Melania Quichimbo, locutora de Radio City y periodista de El Universo, con quien tuvo una hija.

## Fallecimiento
Falleció en la tarde del 30 de marzo de 2020, a la edad de 56 años, en el hospital del Guasmo Sur, por complicaciones con la enfermedad del COVID-19 causada por el virus del SARS-CoV-2, durante la pandemia de enfermedad por coronavirus en Ecuador, al no soportar la fuerza viral que terminó con su vida de un infarto. La noticia se dio a conocer en el noticiero de Ecuavisa, Televistazo, de las 19:00 horas, cuando el comunicador Juan Carlos Aizprúa dio la información de su fallecimiento. Su hijo manifestó que él se encontraba estable en el hospital, cuando de pronto le fue comunicado de su fallecimiento.